# Algans
Algans est une commune française située dans le département du Tarn, en région Occitanie. Sur le plan historique et culturel, la commune est dans le Lauragais, l'ancien « Pays de Cocagne », lié à la fois à la culture du pastel et à l’abondance des productions, et de « grenier à blé du Languedoc ».
Exposée à un climat océanique altéré, elle est drainée par le ruisseau d'Algans, le ruisseau de Bronde, le ruisseau d'Oulmine et par divers autres petits cours d'eau.
Algans est une commune rurale qui compte 213 habitants en 2022, après avoir connu un pic de population de 630 habitants en 1836.  Elle fait partie de l'aire d'attraction de Toulouse. Ses habitants sont appelés les Alganois ou  Alganoises.

## Géographie

### Localisation
Commune de l'aire d'attraction de Toulouse est situé entre Castres et Toulouse. L'habitat est épars dans un environnement vallonné. La commune est officiellement le centre de la région Occitanie[réf. nécessaire].

### Communes limitrophes
Algans est limitrophe de six autres communes.
Les communes limitrophes sont  Cambon-lès-Lavaur, Cuq-Toulza, Lacroisille, Magrin, Pratviel et Roquevidal.
| Roquevidal        | Pratviel   | Magrin      |
| Cambon-lès-Lavaur | Algans     |             |
|                   | Cuq-Toulza | Lacroisille |

### Géologie et relief
La superficie de la commune est de 1 443 hectares ; son altitude varie de 191  à   312 mètres.

### Hydrographie
La commune est dans le bassin de la Garonne, au sein du bassin hydrographique Adour-Garonne. Elle est drainée par le ruisseau d'Algans, le ruisseau de Bronde, le ruisseau d'Oulmine, la Ribenque, le ruisseau de Roussolle, le ruisseau du Buguet, le ruisseau du Cap Blanc et par divers petits cours d'eau, qui constituent un réseau hydrographique de 20 km de longueur totale,.

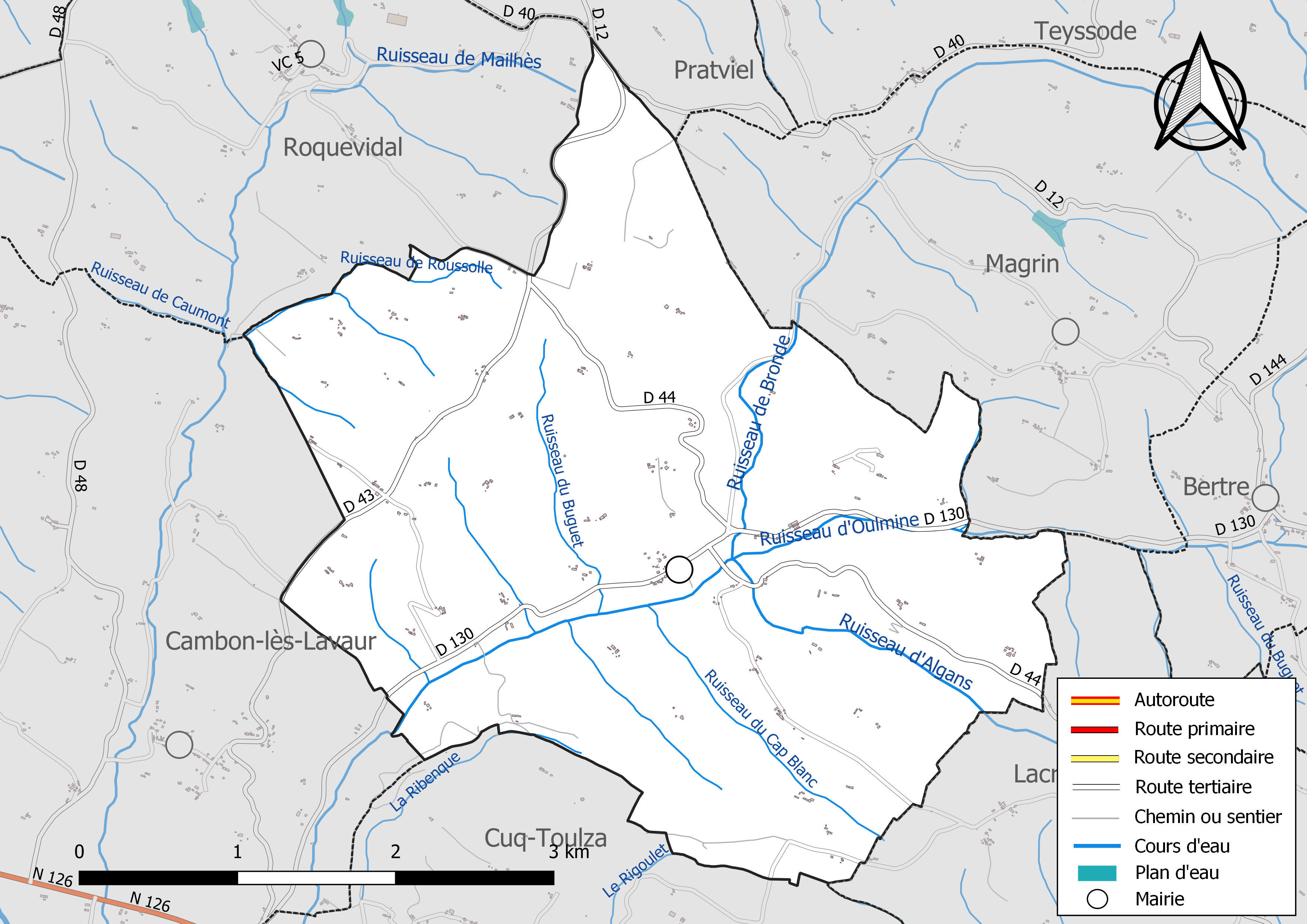
Réseaux hydrographique et routier d'Algans.

### Climat
Pour des articles plus généraux, voir Climat de l'Occitanie et Climat du Tarn.
En 2010, le climat de la commune est de type climat du Bassin du Sud-Ouest, selon une étude du Centre national de la recherche scientifique s'appuyant sur une série de données couvrant la période 1971-2000. En 2020, Météo-France publie une typologie des climats de la France métropolitaine dans laquelle la commune est exposée à un climat océanique altéré et est dans la région climatique Aquitaine, Gascogne, caractérisée par une pluviométrie abondante au printemps, modérée en automne, un faible ensoleillement au printemps, un été chaud (19,5 °C), des vents faibles, des brouillards fréquents en automne et en hiver et des orages fréquents en été (15 à 20 jours).
Pour la période 1971-2000, la température annuelle moyenne est de 13,1 °C, avec une amplitude thermique annuelle de 16 °C. Le cumul annuel moyen de précipitations est de 794 mm, avec 9,7 jours de précipitations en janvier et 5,4 jours en juillet. Pour la période 1991-2020, la température moyenne annuelle observée sur la station météorologique de Météo-France la plus proche, « Puylaurens », sur la commune de Puylaurens à 10 km à vol d'oiseau, est de 14,4 °C et le cumul annuel moyen de précipitations est de 782,0 mm. 
La température maximale relevée sur cette station est de 42,5 °C, atteinte le 13 août 2003 ; la température minimale est de −16,5 °C, atteinte le 16 janvier 1985,,.
Les paramètres climatiques de la commune ont été estimés pour le milieu du siècle (2041-2070) selon différents scénarios d'émission de gaz à effet de serre à partir des nouvelles projections climatiques de référence DRIAS-2020. Ils sont consultables sur un site dédié publié par Météo-France en novembre 2022.

### Milieux naturels et biodiversité
Aucun espace naturel présentant un intérêt patrimonial n'est recensé sur la commune dans l'inventaire national du patrimoine naturel,,.

## Urbanisme

### Typologie
Au 1er janvier 2024, Algans est catégorisée commune rurale à habitat très dispersé, selon la nouvelle grille communale de densité à sept niveaux définie par l'Insee en 2022.
Elle est située hors unité urbaine. Par ailleurs la commune fait partie de l'aire d'attraction de Toulouse, dont elle est une commune de la couronne,. Cette aire, qui regroupe 527 communes, est catégorisée dans les aires de 700 000 habitants ou plus (hors Paris),.

### Occupation des sols
L'occupation des sols de la commune, telle qu'elle ressort de la base de données européenne d’occupation biophysique des sols Corine Land Cover (CLC), est marquée par l'importance des territoires agricoles (98,3 % en 2018), une proportion identique à celle de 1990 (98,3 %). La répartition détaillée en 2018 est la suivante : 
terres arables (61,5 %), zones agricoles hétérogènes (36,8 %), forêts (1,7 %). L'évolution de l’occupation des sols de la commune et de ses infrastructures peut être observée sur les différentes représentations cartographiques du territoire : la carte de Cassini (XVIIIe siècle), la carte d'état-major (1820-1866) et les cartes ou photos aériennes de l'IGN pour la période actuelle (1950 à aujourd'hui).

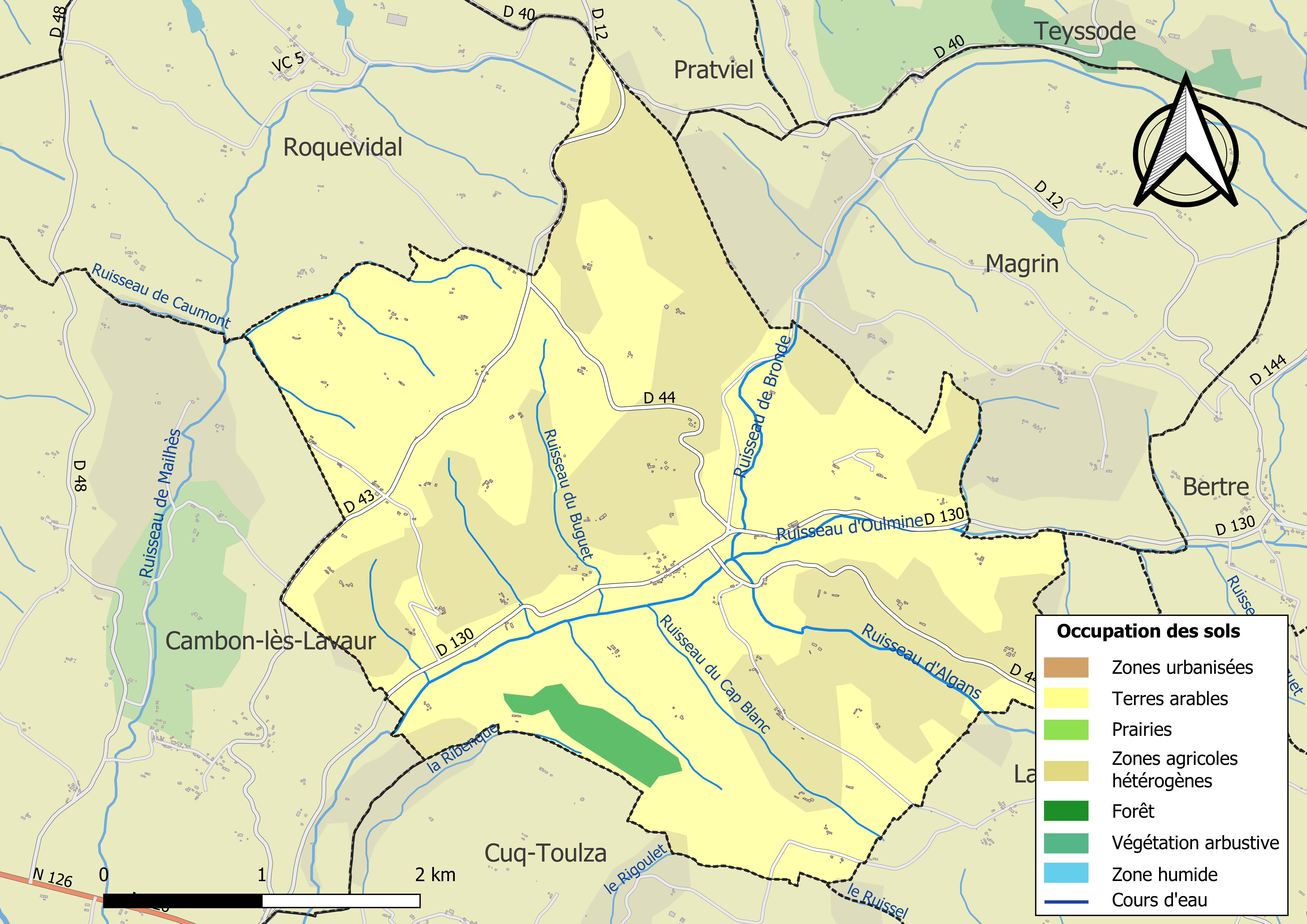
Carte des infrastructures et de l'occupation des sols de la commune en 2018 (CLC).

### Risques majeurs
Le territoire de la commune d'Algans est vulnérable à différents aléas naturels : météorologiques (tempête, orage, neige, grand froid, canicule ou sécheresse), mouvements de terrains et séisme (sismicité très faible). Il est également exposé à un risque technologique,  le transport de matières dangereuses. Un site publié par le BRGM permet d'évaluer simplement et rapidement les risques d'un bien localisé soit par son adresse soit par le numéro de sa parcelle.

#### Risques naturels
Algans est exposée au risque de feu de forêt. En 2022, il n'existe pas de Plan de Prévention des Risques incendie de forêt (PPRif). Le débroussaillement aux abords des maisons constitue l’une des meilleures protections pour les particuliers contre le feu,.

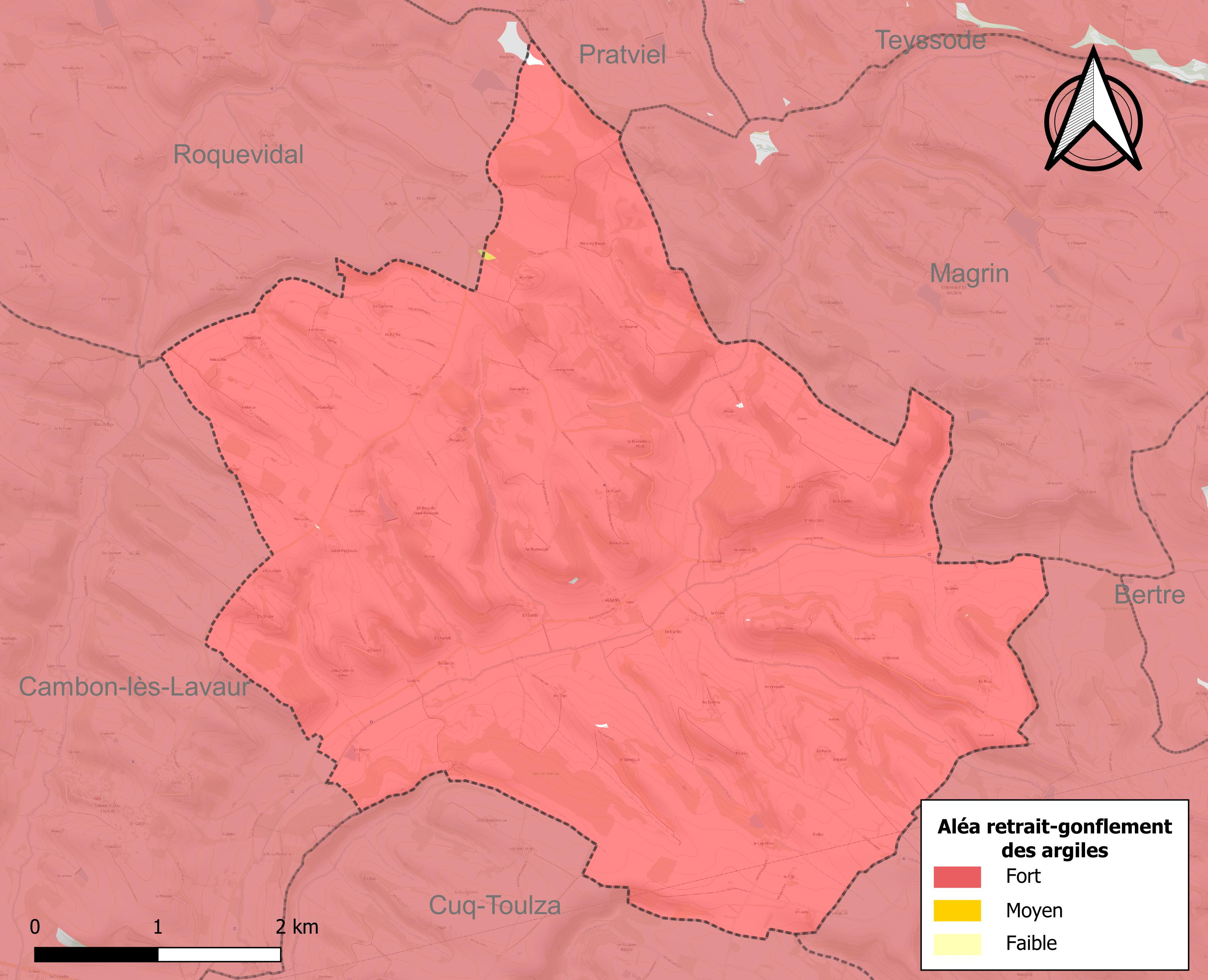
Carte des zones d'aléa retrait-gonflement des sols argileux d'Algans.

La commune est vulnérable au risque de mouvements de terrains constitué principalement du retrait-gonflement des sols argileux. Cet aléa est susceptible d'engendrer des dommages importants aux bâtiments en cas d’alternance de périodes de sécheresse et de pluie. 99,9 % de la superficie communale est en aléa moyen ou fort (76,3 % au niveau départemental et 48,5 % au niveau national). Sur les 107 bâtiments dénombrés sur la commune en 2019, 107 sont en aléa moyen ou fort, soit 100 %, à comparer aux 90 % au niveau départemental et 54 % au niveau national. Une cartographie de l'exposition du territoire national au retrait gonflement des sols argileux est disponible sur le site du BRGM,.
Par ailleurs, afin de mieux appréhender le risque d’affaissement de terrain, l'inventaire national des cavités souterraines permet de localiser celles situées sur la commune.
La commune a été reconnue en état de catastrophe naturelle au titre des dommages causés par les inondations et coulées de boue survenues en 1982.

#### Risques technologiques
Le risque de transport de matières dangereuses sur la commune est lié à sa traversée par des infrastructures routières ou ferroviaires importantes ou la présence d'une canalisation de transport d'hydrocarbures. Un accident se produisant sur de telles infrastructures est susceptible d’avoir des effets graves sur les biens, les personnes ou l'environnement, selon la nature du matériau transporté. Des dispositions d’urbanisme peuvent être préconisées en conséquence.

## Histoire
Fusion des villages d'Algans et de Lastens le 22 novembre 1829 sur ordonnance du roi Charles X.

## Politique et administration

### Administration municipale
Le nombre d'habitants au recensement de 2017 étant compris entre 100 et 499, le nombre de membres du conseil municipal pour l'élection de 2020 est de onze,.

### Rattachements administratifs et électoraux
Commune faisant partie de la communauté de communes Sor et Agout et du canton de Lavaur Cocagne (avant le redécoupage départemental de 2014, Algans faisait partie de l'ex-canton de Cuq-Toulza).

## Population et société

### Démographie
L'évolution du nombre d'habitants est connue à travers les recensements de la population effectués dans la commune depuis 1793. Pour les communes de moins de 10 000 habitants, une enquête de recensement portant sur toute la population est réalisée tous les cinq ans, les populations de référence des années intermédiaires étant quant à elles estimées par interpolation ou extrapolation. Pour la commune, le premier recensement exhaustif entrant dans le cadre du nouveau dispositif a été réalisé en 2007.

En 2022, la commune comptait 213 habitants, en évolution de +3,9 % par rapport à 2016 (Tarn : +2,52 %, France hors Mayotte : +2,11 %).
| 1793 | 1800 | 1806 | 1821 | 1831 | 1836 | 1841 | 1846 | 1851 |
| ---- | ---- | ---- | ---- | ---- | ---- | ---- | ---- | ---- |
| 333  | 335  | 402  | 383  | 548  | 630  | 628  | 626  | 604  |

| 1856 | 1861 | 1866 | 1872 | 1876 | 1881 | 1886 | 1891 | 1896 |
| ---- | ---- | ---- | ---- | ---- | ---- | ---- | ---- | ---- |
| 629  | 600  | 561  | 554  | 541  | 508  | 513  | 503  | 501  |

| 1901 | 1906 | 1911 | 1921 | 1926 | 1931 | 1936 | 1946 | 1954 |
| ---- | ---- | ---- | ---- | ---- | ---- | ---- | ---- | ---- |
| 433  | 426  | 435  | 360  | 361  | 387  | 355  | 362  | 358  |

| 1962 | 1968 | 1975 | 1982 | 1990 | 1999 | 2006 | 2007 | 2012 |
| ---- | ---- | ---- | ---- | ---- | ---- | ---- | ---- | ---- |
| 270  | 217  | 171  | 161  | 176  | 200  | 209  | 211  | 211  |

| 2017 | 2022 | - | - | - | - | - | - | - |
| ---- | ---- | - | - | - | - | - | - | - |
| 203  | 213  | - | - | - | - | - | - | - |

| selon la population municipale des années : | 1968 | 1975 | 1982 | 1990 | 1999 | 2006 | 2009 | 2013 |
| Rang de la commune dans le département      | 201  | 184  | 200  | 225  | 229  | 218  | 220  | 230  |
| Nombre de communes du département           | 326  | 324  | 324  | 324  | 324  | 323  | 323  | 323  |

### Enseignement
Algans fait partie de l'académie de Toulouse.

### Manifestations culturelles et festivités

#### À Pâques
Le lundi de Pâques, omelette pascale.

#### Au mois d'août
Fêtes générales le second week-end du mois, du jeudi au lundi inclus. Avec entre autres, quatre soirées dansantes et trois repas dont la traditionnelle mountgetada qui rassemble environ 400 personnes.

#### Au mois de septembre
Vide-grenier organisé le troisième dimanche de septembre.

### Activités sportives
Chasse, pétanque, randonnée pédestre,

## Économie

### Revenus
En 2018, la commune compte 89 ménages fiscaux, regroupant 216 personnes. La médiane du revenu disponible par unité de consommation est de 24 310 € (20 400 € dans le département).

### Emploi
|                | 2008  | 2013  | 2018   |
| -------------- | ----- | ----- | ------ |
| Commune        | 6,3 % | 6 %   | 10,2 % |
| Département    | 8,2 % | 9,9 % | 10 %   |
| France entière | 8,3 % | 10 %  | 10 %   |

En 2018, la population âgée de 15 à 64 ans s'élève à 123 personnes, parmi lesquelles on compte 81,9 % d'actifs (71,7 % ayant un emploi et 10,2 % de chômeurs) et 18,1 % d'inactifs,. En  2018, le taux de chômage communal (au sens du recensement) des 15-64 ans est supérieur à celui du département et de la France, alors qu'en 2008 la situation était inverse.
La commune fait partie de la couronne de l'aire d'attraction de Toulouse, du fait qu'au moins 15 % des actifs travaillent dans le pôle,. Elle compte 34 emplois en 2018, contre 30 en 2013 et 28 en 2008. Le nombre d'actifs ayant un emploi résidant dans la commune est de 91, soit un indicateur de concentration d'emploi de 37,7 % et un taux d'activité parmi les 15 ans ou plus de 61,5 %.
Sur ces 91 actifs de 15 ans ou plus ayant un emploi, 23 travaillent dans la commune, soit 26 % des habitants. Pour se rendre au travail, 80,9 % des habitants utilisent un véhicule personnel ou de fonction à quatre roues et 19,1 % n'ont pas besoin de transport (travail au domicile).

### Activités hors agriculture

#### Secteurs d'activités
17 établissements sont implantés  à Algans au 31 décembre 2019.
Le secteur des activités spécialisées, scientifiques et techniques et des activités de services administratifs et de soutien est prépondérant sur la commune puisqu'il représente 35,3 % du nombre total d'établissements de la commune (6 sur les 17 entreprises implantées  à Algans), contre 13,8 % au niveau départemental.

### Agriculture
La commune est dans le Lauragais tarnais, une petite région agricole située dans le sud-ouest du département du Tarn. En 2020, l'orientation technico-économique de l'agriculture  sur la commune est l'exploitation de grandes cultures (hors céréales et oléoprotéagineuses). 
|               | 1988 | 2000 | 2010 | 2020  |
| ------------- | ---- | ---- | ---- | ----- |
| Exploitations | 27   | 24   | 22   | 18    |
| SAU (ha)      | 978  | 852  | 835  | 1 155 |

Le nombre d'exploitations agricoles en activité et ayant leur siège dans la commune est passé de 27 lors du recensement agricole de 1988  à 24 en 2000 puis à 22 en 2010 et enfin à 18 en 2020, soit une baisse de 33 % en 32 ans. Le même mouvement est observé à l'échelle du département qui a perdu pendant cette période 58 % de ses exploitations,. La surface agricole utilisée sur la commune a quant à elle augmenté, passant de 978 ha en 1988 à 1155 ha en 2020. Parallèlement la surface agricole utilisée moyenne par exploitation a augmenté, passant de 36 à 64 ha.

### Taxes 2011
Taxe d'Habitation (TH) : 6,90 %
Taxe Foncier Bâti (TFB): 8,50 %
Taxe Foncier Non Bâti (TFNB): 39,70 %

## Culture locale et patrimoine

### Lieux et monuments

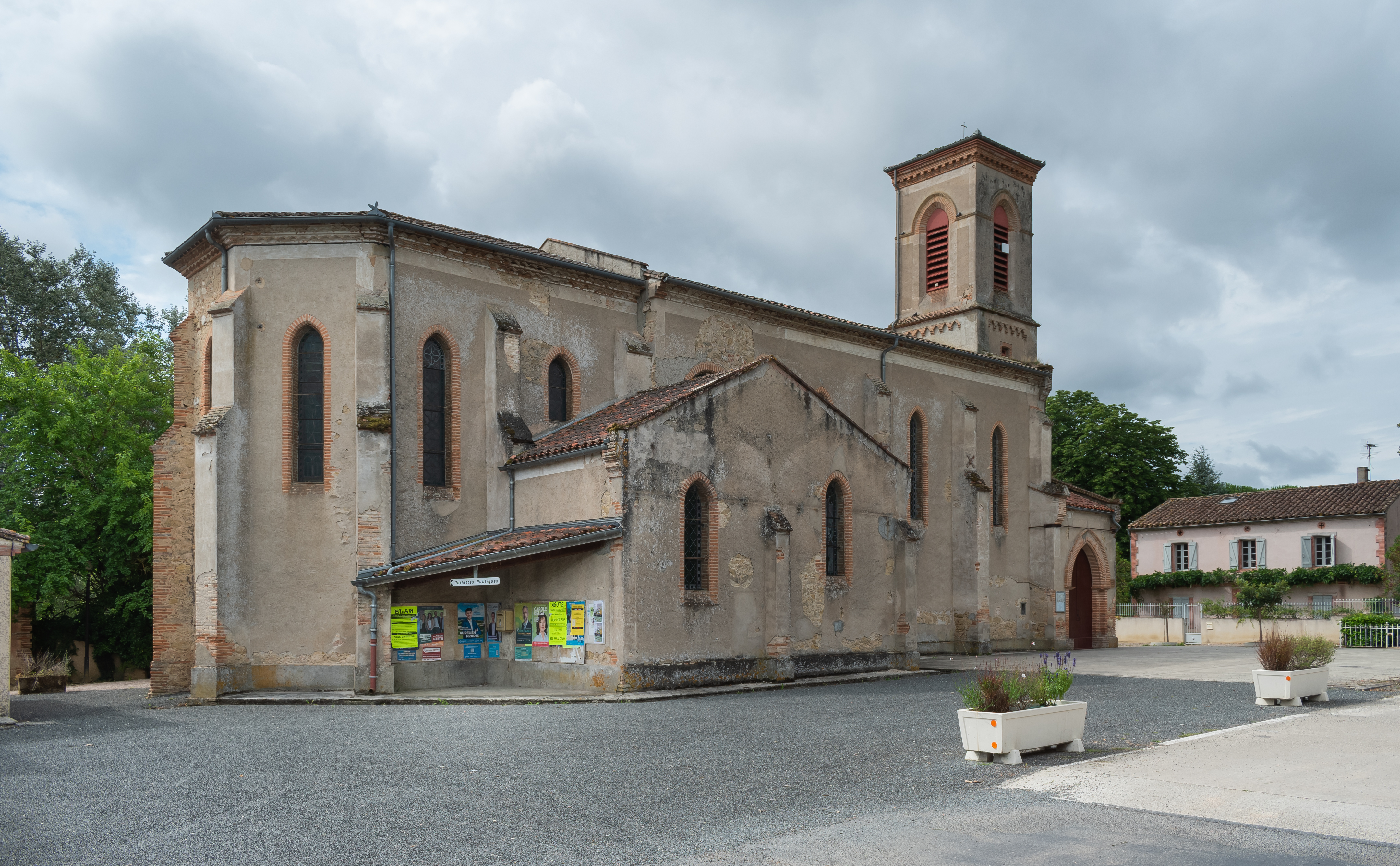
L'église Notre-Dame

#### Églises
La commune d'Algans possède deux églises :
- l'église Notre-Dame-de-l'Assomption d'Algans (1870) ;
- l'église Saint-Caprais de Saint-Perdouls.

#### Château d'Algans
Le château d'Algans, dont il ne demeure que des vestiges, se dresse sur un éperon à la confluence du ruisseau d'Algans et de celui d'Oulmine, à quelque huit cent mètres à l'est du village. Les vestiges dominent la région, et présentent des traces de murs et de fortification qui attestent de l'importance de la forteresse.
Si le château d'Algans est construit à une date inconnue, il existe en 1389, lorsque le vicomte de Lautrec Pierre V de Toulouse-Lautrec y reçoit le comte de Foix Gaston Fébus. En 1703, l'édifice appartient à la famille de Montesquiou, en la personne de François de Montesquiou, lorsque sa fille Isabelle épouse François III de Villeneuve-Lanrazous. Il est toujours aux mains des descendants de cette famille lorsque Joseph-Gaspard de Fézensac, comte de Montesquiou, fait son testament. En 1865, l'historien et magistrat Hippolyte Crozes le décrit comme "sans intérêt archéologique".
Presque à l'extrémité de l'éperon, à une centaine de mètres à l'ouest du château, se dresse une motte circulaire de 20 m de diamètre et de 6 m de haut. À la surface du pré, à 20 m à l'ouest de la motte, s'ouvrent plusieurs excavations pratiquement rebouchées et qui correspondent à des orifices d'anciens silos comblés, à l'exception d'une qui semble correspondre à une entrée d'un souterrain, avec le haut d'une voûte de galerie descendante se dirigeant vers le nord.

### Héraldique
| Algans | Son blasonnement est : Cinq points d'or équipolés à quatre d'azur. |